# (26305) 1998 SH146
A (26305) 1998 SH146 a Naprendszer kisbolygóövében található aszteroida. Eric Walter Elst fedezte fel 1998. szeptember 20-án.